# Warwick Estevam Kerr
 (septembre 2018).
Si vous disposez d'ouvrages ou d'articles de référence ou si vous connaissez des sites web de qualité traitant du thème abordé ici, merci de compléter l'article en donnant les références utiles à sa vérifiabilité et en les liant à la section « Notes et références ».
Pour les articles homonymes, voir Kerr.
Warwick Estevam Kerr (9 septembre 1922, Santana de Parnaíba, São Paulo, Brésil - 15 septembre 2018) est un ingénieur agricole brésilien, généticien, entomologiste et professeur. Il est surtout connu pour ses découvertes en génétique et dans le domaine de la détermination du sexe des abeilles.